# Masakra w Sobane Kou
Masakra w Sobane Kou – masakra, do której doszło 10 czerwca 2019 roku w wiosce Sobane Kou, leżącej w środkowej części Mali.
Do masakry doszło w nocy, kiedy to uzbrojeni napastnicy otoczyli zamieszkaną przez Dogonów wioskę, po czym podpalali zamieszkane przez mieszkańców domy. Do próbujących uciekać napastnicy strzelali z broni palnej. Pierwsze doniesienia informowały o liczbie 95 zabitych, później jednak rząd Mali podał, że liczba ta była błędem, a faktycznie zginęło 35 osób.